# Калоян (царь Болгарии)

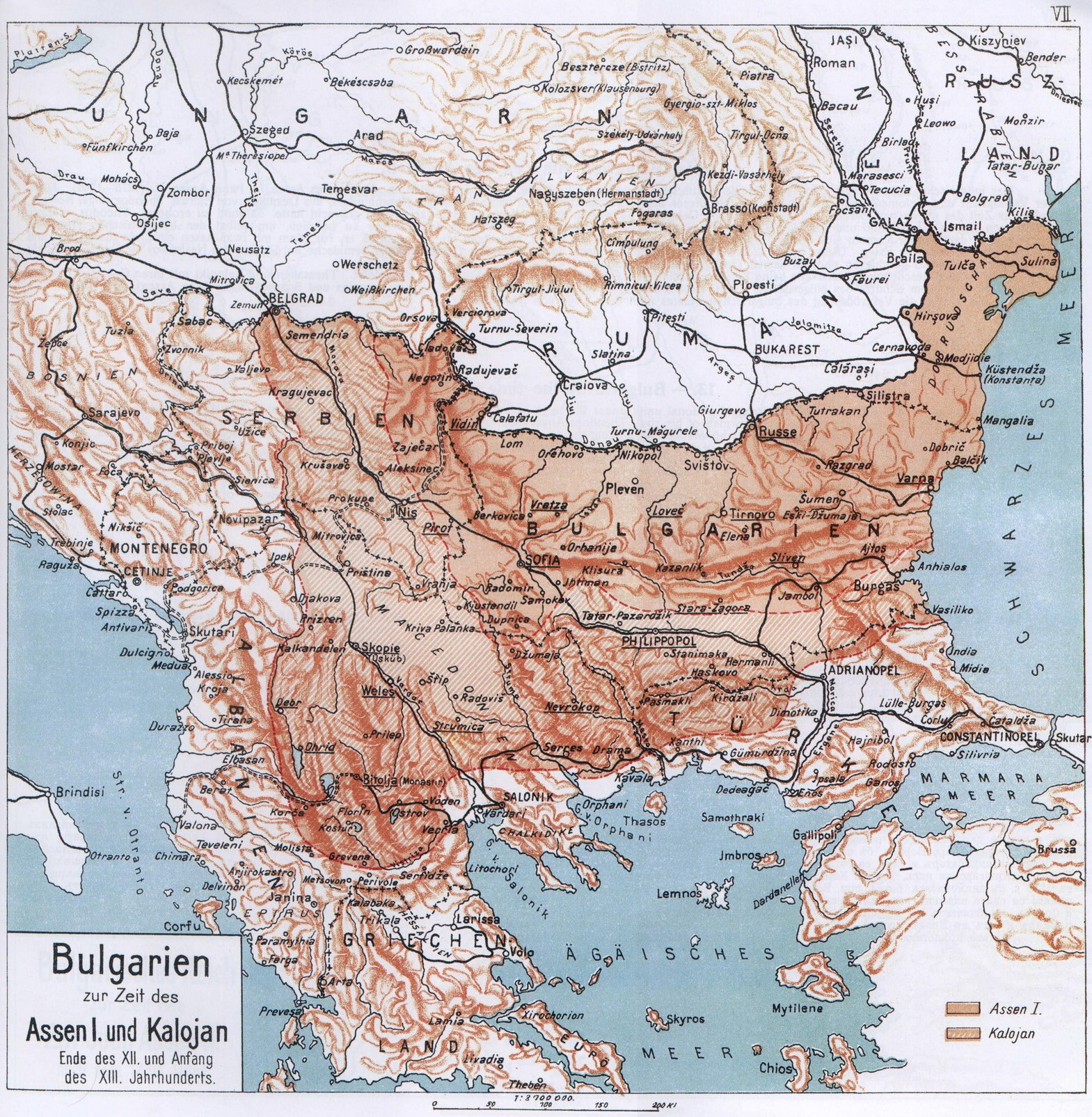

Калоя́н Грекобойца, также известный как Иван I, Иван II или Иоанница (болг. Калоян, Йоаница) — болгарский царь (1197—1207), младший брат царей Ивана Асеня I и Петра IV. Один из самых известных правителей Второго болгарского царства.

## Война с Византией
Калоян возобновил войну с Византией в 1199 году, воспользовавшись ослаблением императорской власти и многочисленными мятежами. На стороне болгар вели войну куманы (половцы), вторгавшиеся далеко вглубь византийских владений. В 1201 году Калоян взял Констанцу, затем Варну (где пленные были закопаны живыми). В Македонии поднял мятеж против Византии болгарский феодал Добромир Хриз в союзе с полководцем Мануилом Камицей. Им обоим Калоян оказывал тайную поддержку. Добромир Хриз захватил города Битола и Прилеп, его отряды проникли в Фессалию и в Пелопоннес. Все эти поражения заставили Византию примириться с отпадением болгар. В 1202 году император Алексей III признал независимость Болгарии. После этого византийская армия сумела разбить мятежников, Камица и Хриз покорились, об их дальнейшей судьбе ничего не известно.
В 1201—1202 годах Калоян вёл одновременно войну с венграми. Король Венгрии Имре в 1201 году захватил Сербию и часть Болгарии, но в 1202 году он был взят в плен. В итоге под власть болгар перешли важные дунайские города Браничев и Белград. В короткий срок Болгария превратилась в сильнейшее государство Балканского полуострова. В ноябре 1204 года папа Иннокентий III признал Калояна королём, а болгарская патриархия стала независимой от Константинополя.

## Война с крестоносцами

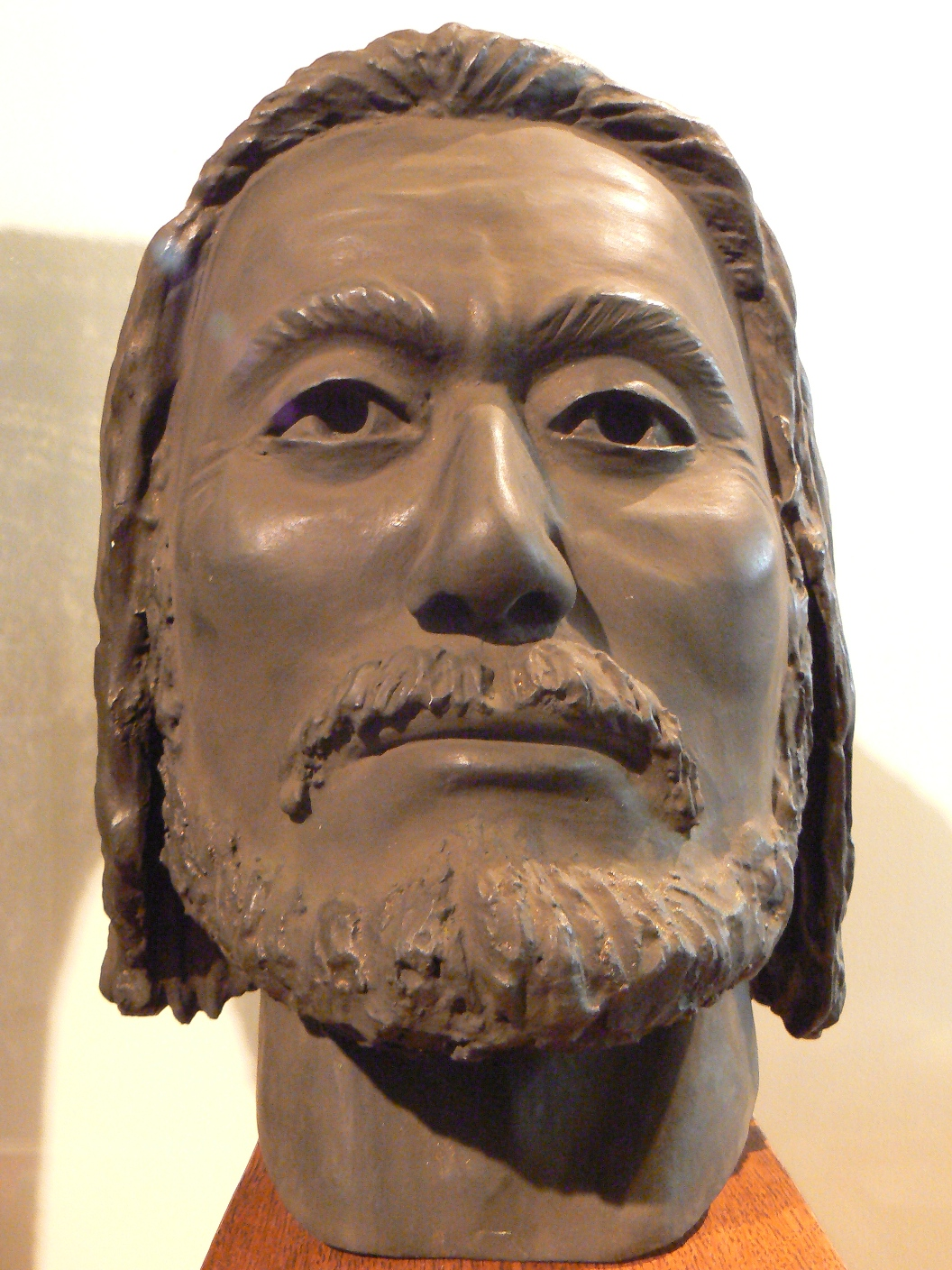
Реконструкция по черепу облика царя Калояна

13 апреля 1204 года крестоносцы, приплывшие к Константинополю на венецианских судах, взяли и разграбили столицу Византии и создали на её обломках Латинскую империю. Калоян отправил к первому латинскому императору Балдуину посольство с предложеним дружбы, но получил высокомерный отказ. Латиняне считали себя наследниками Византии и соответственно всех территорий, которые ей подчинялись. Они даже угрожали опустошить его страну и «возвратить его в рабство, из которого он вышел». Между тем Калоян принимал посольства от греков из Фракии, из Пелопоннеса и других частей Византийской империи, не желавших подчиняться католикам; он отослал греков по их городам, приказав готовить восстание на Пасху.
Весной 1205 года восстания греков охватили всю Фракию. Крестоносцы в спешке оставили город Адрианополь (Эдирне); император Балдуин с латинянами выступил против греков, которые были плохо организованы и не могли противостоять закованной в железо рыцарской коннице. Балдуин быстро подошёл к Адрианополю, за стенами которого он увидел болгарский флаг. Калоян выступил навстречу рыцарям с болгарами, влахами и половцами, последние применили традиционную кочевую тактику — бросились бежать и завлекли крестоносцев, расстроивших свои ряды, под удар главного войска (14 апреля 1205 года). Латиняне потерпели сокрушительное поражение, сам император попал в плен и впоследствии был жестоко казнён Калояном. Жоффруа де Виллардуэн писал, что в этой битве погиб цвет рыцарского могущества, армия Латинской империи была обескровлена, многие крестоносцы в панике бежали в Западную Европу. Собрав подкрепления, новый император Генрих, брат Балдуина, остановил наступление болгар под самым Константинополем. На короткое время в руках крестоносцев остались во Фракии, кроме столицы, только Родосто и Силиврия. Могущество Калояна было велико, папа Иннокентий III отправил ему почти льстивое письмо, в котором фактически предупреждал о новом наступлении крестоносцев с Запада и советовал заключить мир (в то время как рыцари надеялись, что папа объявит Калояна врагом христианства и провозгласит против него новый крестовый поход).
Летом 1205 года половцы ушли за Дунай из-за жары, а Калоян завоевал Филиппополь, взял Серры, не пытался пока штурмовать укреплённые Фессалоники (Солунь), но разорял страну. Латиняне перешли в наступление, начали жестоко подавлять греческую Фракию, однако их успехи были незначительны. В 1206 году началось новое наступление болгар, в январе их союзники половцы раскинули стан под самым Константинополем. Весь 1206 год Калоян опустошал Фракию. Он разрушил множество городов, выводил из них греков на Дунай, где расселял их во вновь основанных городах с греческими названиями. Рыцари были разбиты во всех стычках и отсиживались за стенами городов, а Фракия была разорена так, что и в XX веке можно было найти развалины городов, разрушенных болгарами. От опустошительных болгарских вторжений греческое население Фракии и Македонии страдало не меньше, чем латинское. О болгарском царе Калояне византийцы хранили мрачные воспоминания. Калоян называл себя Ромеебойцей, говорил, что мстит за кровавые расправы над болгарами византийского императора Василия II Болгаробойцы. Однако наступление болгар объективно спасло Никейскую империю Феодора Ласкариса от разгрома крестоносцами, позволило укрепить новый очаг греческой государственности, а впоследствии отвоевать Константинополь и восстановить Византийскую империю.
Латинянам пришлось пойти на крупные уступки греческому населению, и осенью 1206 года Генрих при поддержке греков взял Стара-Загору, дотла разорил Анхиал, Агафополь, Фермы. В дальнейшем греки неоднократно обращались к латинскому императору с просьбой о помощи в усмирении болгар. Известно, что Латинская империя высылала войска по этим просьбам против болгар. В марте — апреле 1207 года Калоян осаждал Адрианополь, но болезни и нехватка провианта заставили его отступить. 4 сентября 1207 года Бонифаций Монферратский, король Фессалоникский, погиб в битве с болгарами близ Мосинополя, из его черепа Калоян сделал чашу. После этого Калоян осадил Фессалоники, но в октябре 1207 года был убит заговорщиками, царём стал его племянник Борил. По другим данным, Калоян умер после непродолжительной болезни (вероятно, от пневмонии).

## Чудо о погибели царя Калояна

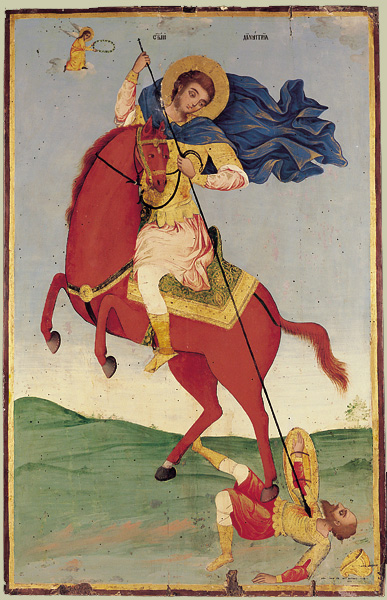
Болгарская икона (1824 год)

Чудо о погибели царя Калояна — эпизод жития св. Димитрия Солунского (ум. 306). Согласно легенде, (пересказываемой, в частности, Димитрием Ростовским), именно этот святой в 1207 году чудесным образом явился в стан Калояна и пронзил его копьем, отчего он погиб.
Легенда стала популярным элементом иконографии святого Димитрия. Он изображается верхом на коне, который попирает Калояна, в то время как Димитрий пронзает его копьем.

## Торжественное перезахоронение19 апреля2007 года

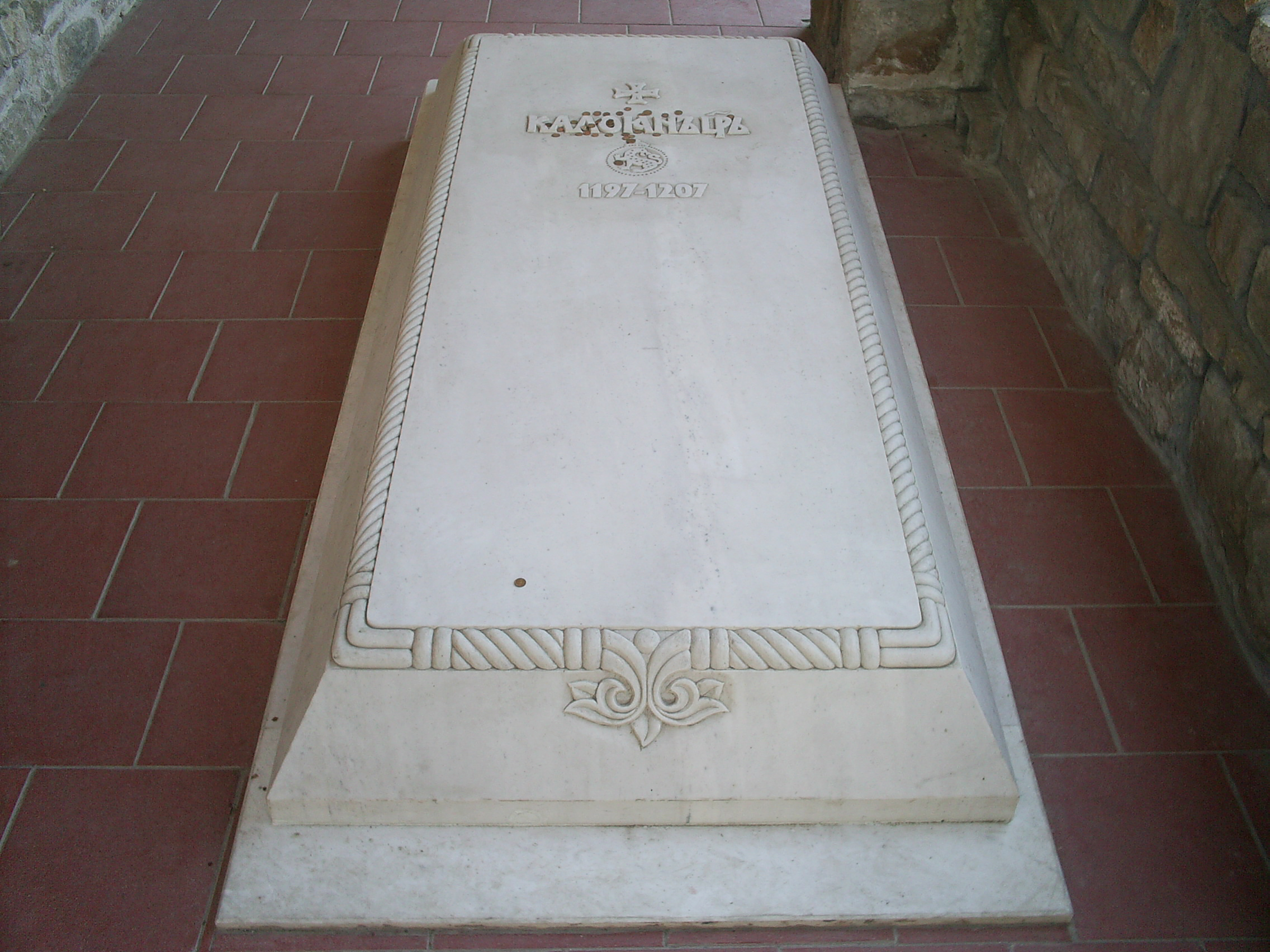
Саркофаг Царя Калояна в Велико-Тырново

Царь Калоян был торжественно перезахоронен 19 апреля 2007 года в присутствии президента Болгарии Георгия Пырванова, высших представителей Армии, Церкви и учёных в Церковь Сорока Великомучеников в городе Велико-Тырново, который был столицей во время его правления. На саркофаге правителя инкрустирован его личный знак.

## В кино
- «Калоян» — режиссеры Юрий Арнаудов и Дако Даковский (НРБ, 1964)